# Armeense Wikipedia
De Armeense Wikipedia (Armeens: Հայերեն Վիքիպեդիա) is een uitgave in de Armeense taal van de online encyclopedie Wikipedia. De Armeense Wikipedia ging in 2004 van start. In september 2011 waren er circa 15.000 artikelen en 13.000 geregistreerde gebruikers. Begin 2012 staat het aantal artikelen op 20.000.